# 진펑향

진펑향의 위치

진펑향(한국어: 금봉향, 중국어: 金峰鄉, 병음: Jīnfēng Xiāng)은 중화민국 타이둥현의 향이다. 넓이는 380.6635km2이고, 인구는 2015년 8월 기준으로 3,611명이다.

## 지리
진펑향은 타이둥현 남서부에 위치하고 북쪽은 베이난향와 동쪽은 타이마리향과 서쪽은 핑둥현 우타이향, 마자향, 타이우향, 라이이향과 남쪽은 다런향과 각각 접하고 있다. 중양산맥 남단에 위치하고 향내의 대부분은 산악 지대에 속하며 최고 지점은 베이다우산(北大武山)의 3,096m이며 지세는 험하다. 주민의 상당수는 원주민인 파이완족이 차지하고 있다.

## 역사
진펑향에는 파이완족이 많이 거주하고 있지만 이들은 17세기 중기에 핑둥현의 내의, 춘일, 태무산구에서 이주한 사람이며, 문화상 '동파이완군'으로 구분되고 있다. 일본 통치 시대에 이곳은 다이토청 다이토군의 번지로, 경찰이 직접 행정 관리를 행하고 있었다. 전후에는 타이둥현 타이마리향의 일부였지만 1946년 4월에 분할되어 진룬향(金崙鄉)이 설치되었다. 그러나 같은 해 11월, 진룬촌이 타이마리향에 있었던 것 때문에 진산향(金山鄉)으로 개칭되었다. 그러나 타이베이현에 같은 이름의 진산향이 존재해, 1958년에 진펑향으로 개칭되었다.